# Sphaerocera janssensi
Sphaerocera janssensi är en tvåvingeart som beskrevs av Vanschuytbroeck 1948. Sphaerocera janssensi ingår i släktet Sphaerocera och familjen hoppflugor.
Artens utbredningsområde är Kongo. Inga underarter finns listade i Catalogue of Life.